# Dème d'Egnatía (Ioánnina)
Ne doit pas être confondu avec Dème d'Egnatía (Thessalonique).
Le dème d'Egnatía , en grec moderne : Δήμος Εγνατίας / Dímos Egnatías, est un dème du district régional d'Ioánnina, en Épire, Grèce. Depuis 2010, il est fusionné au sein du dème de Métsovo.
Selon le recensement de 2011, la population du dème compte 2 331 habitants.